# Zuzana Mesterová
Zuzana Mesterová (* 5. října 1989 Stakčín) je slovenská politička, právnička a od října 2023 poslankyně Národní rady SR za Progresívne Slovensko. 
Vystudovala právo na Univerzitě Pavla Jozefa Šafárika v Košicích a získala titul JUDr. Poté pracovala jako právnička u soukromé společnosti v Košicích; ze zaměstnání odešla kvůli sporům s vedením společnosti. V Košicích se dále angažovala v městském zastupitelstvu. V komunálních volbách v roce 2018 kandidovala na funkci poslankyně obvodu Košice-Krásna za koalici KDH, OĽANO, SaS a SMK-MKP. V parlamentních volbách na Slovensku v roce 2023 byla zvolena poslankyní Národní rady SR za PS. V červnu 2025 byla zvolena předsedkyní poslaneckého klubu Progresivního Slovenska.